# Cratere Dersu
Dersu  è un cratere sulla superficie di Marte.